# ۱۱ (پیش از میلاد)
۱۱ (پیش از میلاد) یازدهمین سال قبل از تقویم میلادی است.